# Pchu-er (čaj)
Pchu-er (čínsky v českém přepisu pchu-er čcha, pchin-jinem Pǔ'ěr chá, znaky 普洱茶; česky čaj z Pchu-er, Wade-Gilesova transkripce: p'u-erh), též puerh, jsou označení pro tmavý čaj (hei cha, chej čcha) pěstovaný v čínské provincii Jün-nan. Pchu-er se vyrábí, až na pár výjimek, z jednoho druhu čajového keře, ta-jie, v doslovném překladu název znamená „velký list“ a zpracovává se užitím dodatečné fermentace čaje.

## Historie
Pchu-er se pěstuje v čínské provincii Jün-nan, která je známá svým specifickým klimatem a poměrně vysokou nadmořskou výškou. Jün-nan leží na jihozápadě Číny. Díky monzunu je zde velice různorodé klima. Pchu-er se zde pěstuje a zpracovává podle různých zdrojů 700-1700 let. Dříve se sklizené lístky z plantáží Jün-nanu nosily v koších do okresního města Pchu-er, kde se dále zpracovávaly, odtud zřejmě pramení název čaje.
V roce 2023 byla jádrová část (71 km²) kulturní krajiny pěstování tohoto čaje zapsána na seznam světového kulturního dědictví UNESCO. 

## Vlastnosti
Chuť pchu-eru je velice pestrá a velmi záleží na způsobu přípravy a kvalitě čaje. Obecně platí, že čím starší, tím jemnější chuť, a naopak čím delší doba louhování, tím hrubší a zemitější chuť. Vůně kvalitního tmavého pchu-eru je velmi specifická, nasládlá, kdežto u nekvalitních sort, kde se níže uvedený proces wo-dui zanedbává a zkracuje, bývá hrubá a zemitá.
- Tmavý Pchu-er se vyznačuje především tmavší barvou než normální černý (červený) čaj. Při delším louhování dostává temnou, zcela neprůhlednou barvu, lehce připomínající barvu černé kávy, ovšem u nižších a šizených tříd je okamžitě tmavá.
- Světlý pchu-er bývá v prvních letech štiplavý, vegetální, agresivní, a časem se uhlazuje, tmavý pchu-er vznikl jako náhražka dlouho zrajících světlých, původních, Mao ce-tungovou kulturní revolucí zničených čajů.

## Zpracování
Původem se čajové keříky, ze kterých se pchu-er dělá, blíží prapůvodním čajovým keřům, jejichž stáří se odhaduje na více než 1700 let. V Jün-nanu se čaj sklízí třikrát ročně a zvláštní druhy pchu-eru se jmenují podle sklizně, ve které byly sklizeny.

### Typy sklizní
- Čchun-ťien (jarní závitky) – Čaj sklízen v polovině dubna, lístky se vyznačují bílým chmýřím.
- Er-šuej (druhá sklizeň) – Čaj sklízen mezi červencem a srpnem. Slouží pro výrobu lisovaných čajů.
- Ku-chua (zrnkový květ)- Čaj sklízen v září a říjnu. Slouží k výrobě tabulkového čaje.

### Samotné zpracování
- Šeng – Lístky se nechají zavadnout. Další proces se jmenuje ša-čching (zabití zeleně) – v tomto kroku se lístky na pánvi zahřejí. Poté se lístky rolují. Poté se nechávají usušit na slunci. Takto vzniklá surovina se jmenuje mao-čcha. Mao-čcha se napaří a slisuje.
- Šu – mao-čcha se nechá za speciálních tepelných a vlhkostních podmínkách fermentované v hromádkách (wo-tuej) v řádu několik dnů až měsíců. Poté se lístky protřídí, napaří a slisují.

## Druhy pchu-eru
- Šu – tmavý, nekvalitní a standardní bývá zemitý, vyšší třídy už jsou mnohem lepší. Vynalezen 1964 firmou Menghai Tea Factory, jako náhražka dlouhozrajícího a drahého Šeng. Čaj je tak hotový již po 60 dnech.
- Šeng – zelený, je to nejstarší čaj jaký existuje. Jeho chuť je ovocná, medová, se stářím přechází do zemité. Většina starých zrajících pchu-erů byla bohužel zničena během čínské Kulturní revoluce.
- bílý (lisované tipsy čajovníku, např. Yüe Guang Bai) a květový (lisované květy čajovníku, např. Čcha-chua ping čcha)

## Příprava
Pchu-er je jeden z nejrozmanitějších typů čaje. Připravuje se různými způsoby.
- Jednonálevový pchu-er:
 Na půl litru horké vody (90 °C) se použije jedna až pět lžiček čaje. Louhuje se 2-4 minuty. Čím více čaje a čím déle trvá louhování, tím více chuti se z čaje uvolní. Pro dosažení lepší chuti je vhodnější spíše přidávat čaj než prodlužovat dobu louhování.
- Vařený pchu-er:
 Stejné množství čaje jako u jednonálevového, ale lístky se povaří ve vroucí vodě. Výsledkem je trpká temná tekutina s vysokým obsahem kofeinu.

Všechny tyto druhy příprav jsou určené jen pro nejstandardnější pchu-ery, a to pouze šu (tmavý). Každý lepší pchu-er se hodí na přípravu kung-fu čcha (malé množství vody 100-200 ml, velice krátké zálevy, 100 C, velké množství čaje)

## Účinky
Účinky pchu-eru jsou často přeceňovány, lze se setkat s názorem, že lze pchu-erem léčit vše od bolesti žaludku a nadváhy až po rakovinu (na druhou stranu je čaj obecně předmětem několika studií v souvislosti s prevencí proti rakovině). V čaji byla objevena přírodní antibiotika, takže při pití ve větším množství může mít lepší účinky na průběh chorob než běžný čaj. Byly také prokázány určité léčebné účinky na trávení.

## Fotogalerie

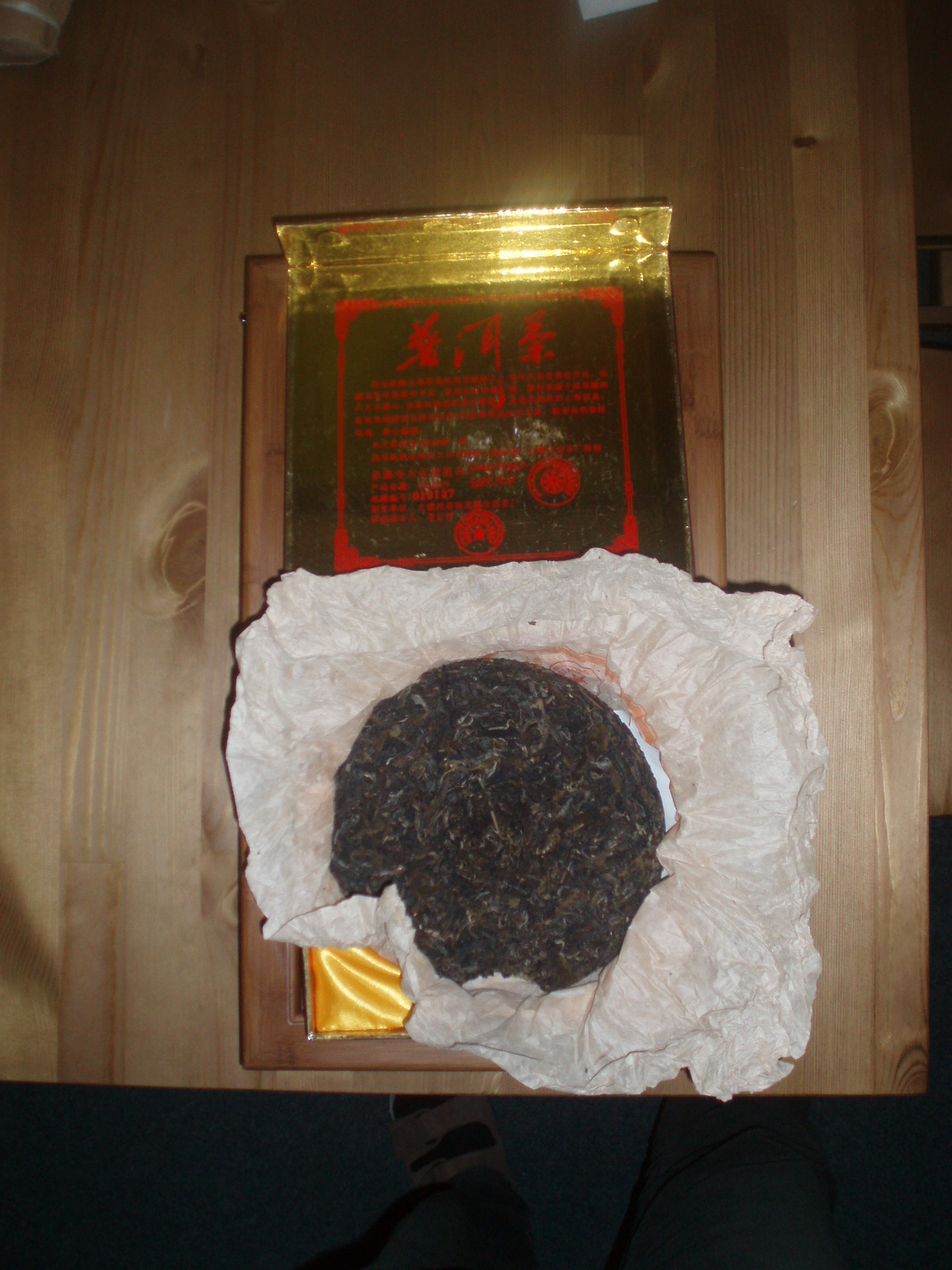
starý sběratelský puerh
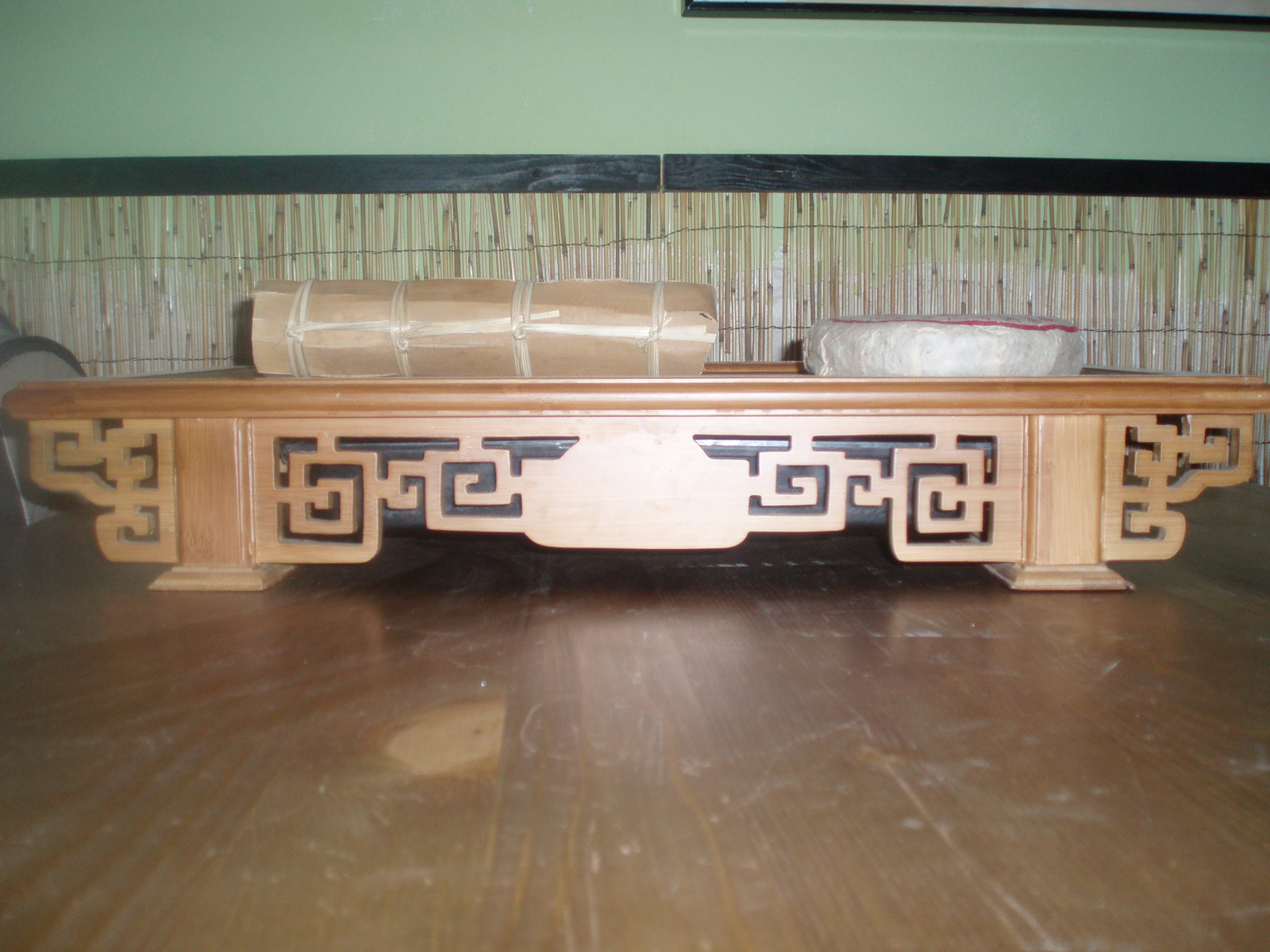
puerh v babusové tyči a puerhový koláč na čajovém moři
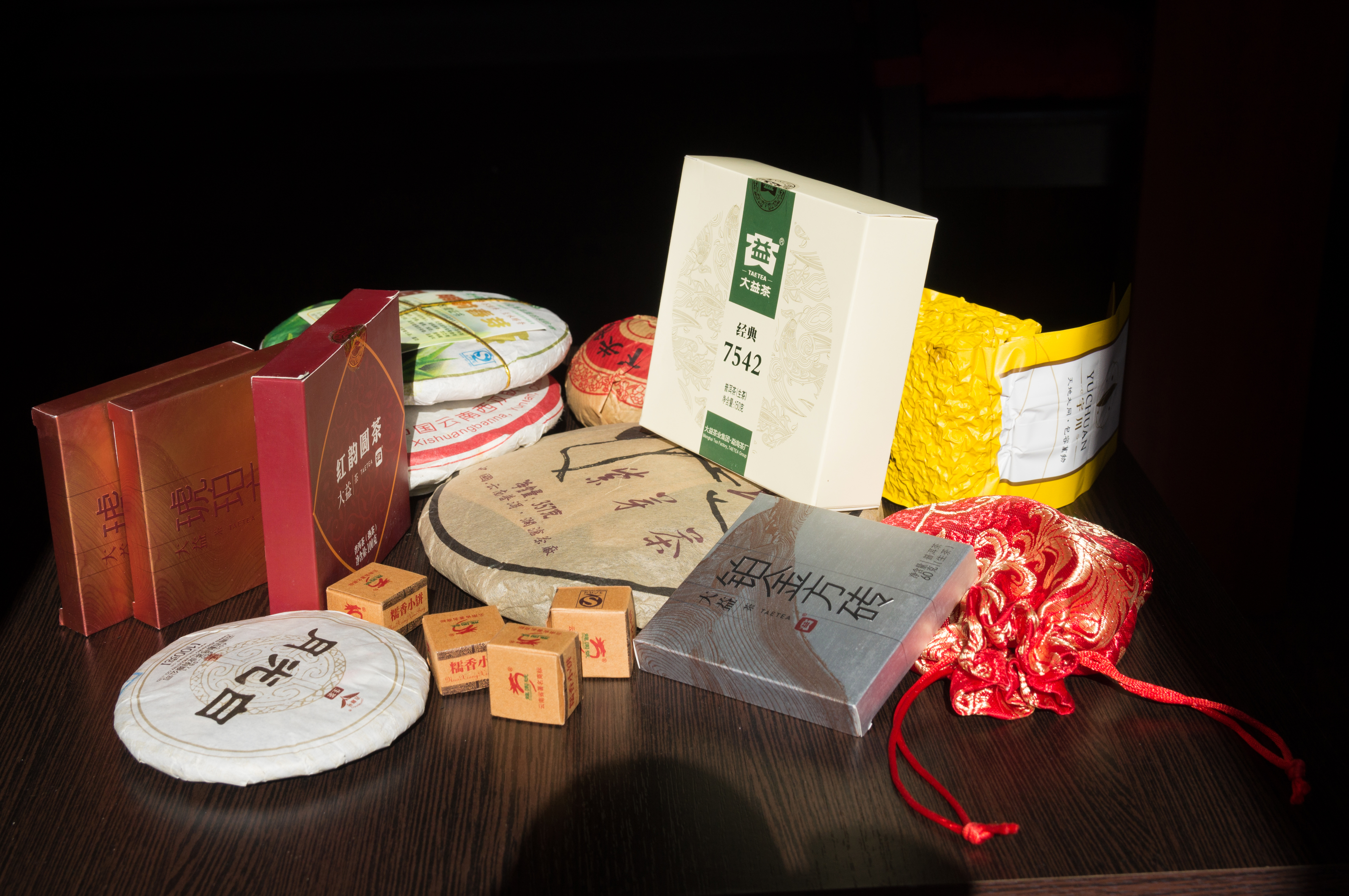
Puerh
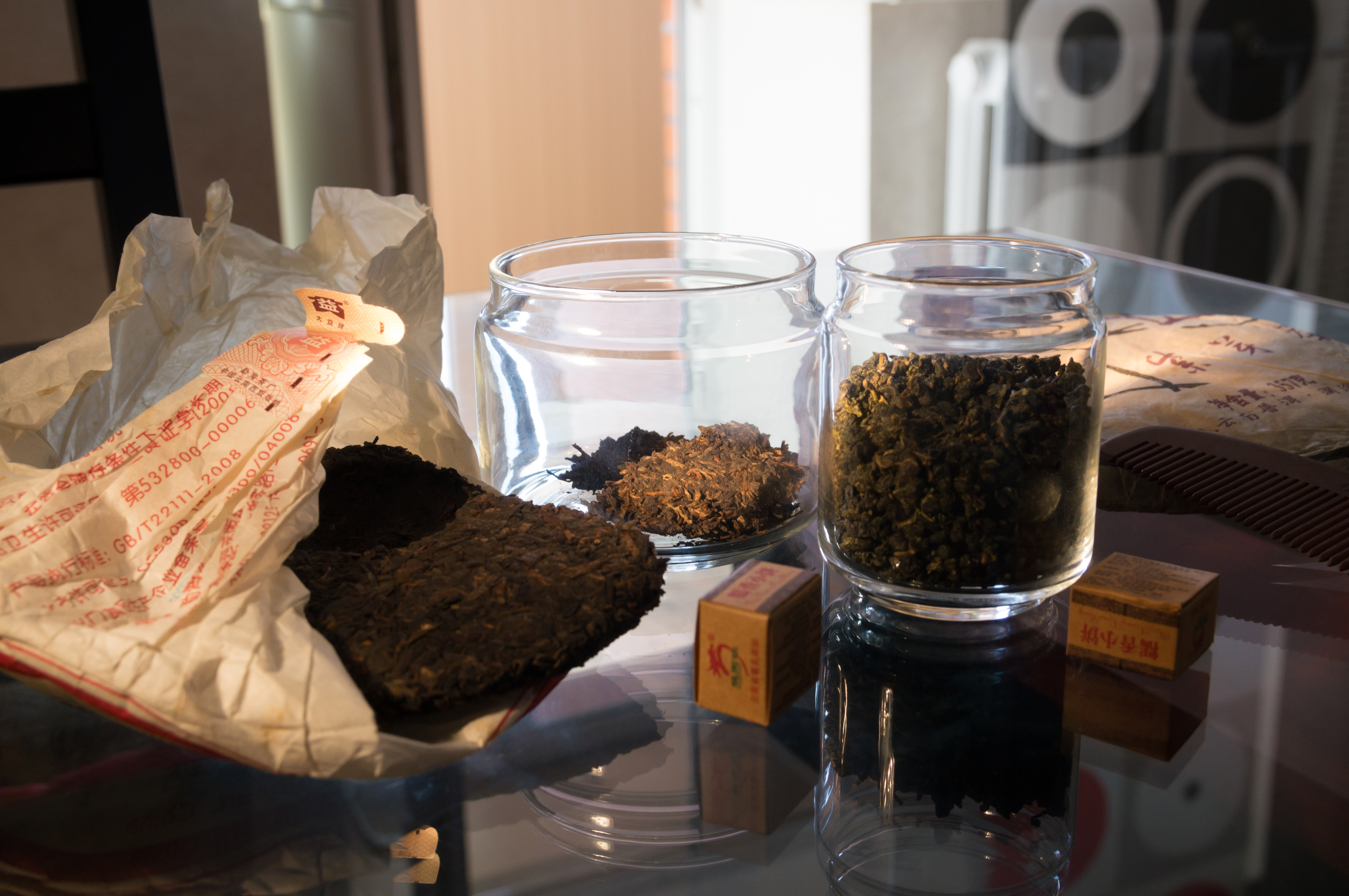
Pchu-er
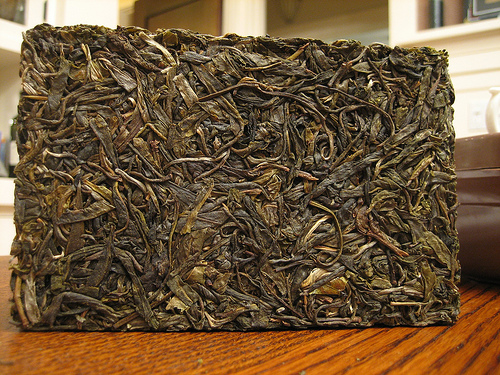
Pchu-er